# Столов, Лев Израилевич
Лев Израилевич Столов (20 декабря 1905, Кишинёв, Бессарабская губерния — 17 октября 1997, Казань) — советский электротехник и электромеханик. Доктор технических наук (1964), профессор (1966). Заслуженный деятель науки и техники Татарской АССР (1945).

## Биография
Родился в семье учителя кишинёвской талмудторы Израиля Абрамовича Столова. В 1928 году окончил электротехнический факультет Донского политехнического института в Новочеркасске. Работал инженером на Харьковском электромеханическом заводе. В 1931—1946 годах — начальник проектного отдела Казанского управления «Центроэлектромонтаж», преподавал в Казанском энергетическом институте.
В 1933 году назначен доцентом кафедры физики в Казанском авиационном институте, где в 1939 году возглавил основанную им кафедру электротехники (позже кафедра «Теоретические основы электротехники»). Заведовал этой кафедрой до 1986 года, оставался профессором Казанского национального исследовательского технического университета имени А. Н. Туполева до выхода на пенсию в 1995 году. Кандидат технических наук (1946), доктор технических наук (1964).
Во время Великой Отечественной войны руководил проектами электроснабжения подстанций, сетей и электросилового оборудования ряда крупнейших строек Советского Союза.
Научные труды в области разработки специальных электрических машин и микроэлектроприводов. Автор изобретений. Редактор серии научно-технических сборников «Труды КАИ» и «Электрооборудование летательных аппаратов».

## Семья
- Сыновья — Александр Львович Столов (1930—2009), доцент кафедры оптики и спектроскопии и старший научный сотрудник лаборатории магнитной радиоспектроскопии Казанского федерального университета; Евгений Львович Столов (род. 1944), доктор технических наук, профессор кафедры системного анализа и информационных технологий Казанского федерального университета[5][6].

## Монографии
- Схемы замещения асинхронных микромашин: Конспект лекций по курсу «Электрические микромашины автоматических систем». Казань: КАИ,1978.
- Авиационные моментные двигатели (с соавторами). М.: Машиностроение, 1979. — 136 с.
- Системы и элементы электрооборудования летательных аппаратов (редактор). Казань: КАИ, 1986.
- Моделирование элементов и систем электрооборудования летательных аппаратов (редактор). Казань: КАИ, 1988.
- Моментные двигатели постоянного тока (с А. Ю. Афанасьевым). М.: Энергоатомиздат, 1989. — 223 с.